# 白龙湖
白龙湖即宝珠寺水库，是在白龙江上建设宝珠寺水电站而形成的大型水库，位于中国四川省广元市利州区、青川县和陕西省宁强县、甘肃省文县，大坝位于广元市利州区三堆镇宝珠寺。
白龙湖风景名胜区1993年被列为四川省级风景名胜区。2004年2月被列入第四批国家级风景名胜区名单。